# Peada
Peada, fill de Penda de Mèrcia, regnà sobre aquest territori del 653 al 656, tot i que només tingué de manera efectiva tot el poder del regne des de la mort del seu pare el 655, en la batalla de Winwaed. Peada s'havia convertit prèviament al cristianisme per poder casar-se amb la filla d'Oswiu de Northúmbria, muller que sembla haver conspirat per al seu assassinat per sotmetre Mèrcia al seu pare.
Vers l'any 653 el seu pare el va nomenar rei dels angles medis, un territori dins de Mèrcia, situat al sud, que més o menys coincideix amb el lloc actualment dit Midlands. L'historiador Beda, descriu Peada com «un jove excel·lent, gran mereixedor del títol de rei». Peada va fer amistat amb Aifrid, fill del rei Oswiu de Northúmbria, i cunyat seu per haver-se casat amb la seva germana Cyneburga. Quan Peada va manifestar la seva intenció de casar-se amb Alchflaed, va acceptar gustós la condició que va posar ella de convertir-se al cristianisme i batejar-se. Aifrid va ser qui el va iniciar en la doctrina cristiana.
Un monjo anomenat Finan de Lindisfarne va ser l'encarregat de fer la cerimònia religiosa del bateig i també ho van fer els soldats i servents que anaven amb ell. De tornada el van acompanyar quatre monjos molt instruïts i de conducta exemplar que havien de fer una campanya per evangelitzar tot el poble de Mèrcia. Aquests monjos es deien: Cedd, Adda, Betti i Diuma, aquest darrer va ser el primer bisbe de Mèrcia.
El de 15 novembre del 655 Oswiu es va enfrontar amb el pare de Peada en la batalla de Winwed i el va matar. segons Beda, el vencedor va permetre que Peada continués governant el sud de Mercia, un territori habitat per 5.000 famílies, mentre que el nord poblat per 7.000 famílies, va quedar sota control d'Oswiu; ambdós territoris separats pel riu Trent.
Segons la Crònica anglosaxona, Peada va ajudar en la fundació d'un monestir dedicat a sant Pere i el lloc escollit va ser Medeshamstede, que més endavant seria l'abadia de Peterborough.
El regnat de Peada no va ser gaire llarg, ja que va morir assassinat per una traïció de la seva dona, durant la Pasqua del 656. A la seva mort, el seu sogre es va fer càrrec de regnar a tota Mècia, però no ho va tenir fàcil, ja que els nobles de Mèrcia es van revoltar contra Oswiu, proclamant rei a Wulfhere de Mèrcia, fill de Penda i germà de Peada.